# Zabaldika
Zabaldika és una localitat espanyola i un consell de Navarra pertanyent al municipi d'Esteribar. Està situat en la Merindad de Sangüesa, a la Comarca de Auñamendi. La seva població l'any 2021 va ser de 33 habitants (INE).

## Geografia física
El terme comunal de Zabaldika, se situa al sud de la vall d'Esteribar, abastant d'est a oest tota la vall del riu Arga. De nord a sud és travessat per la carretera N-135 que discorre a l'oest del riu.
A l'oest limita amb Sorauren (Ezkabarte, a la vall del riu Ulzama); al nord, amb Anchóriz; al nord-est, amb Iroz; a l'est, amb Arzuza (Eguesibar); i al sud amb l'antic senyoriu d'Arleta, a l'oest, i Olloqui a l'est.

## Demografia
Zabaldika ha mantingut en les últimes dècades un lleuger creixement de manera que des del 1981 al 2021 ha augmentat la seva població en un 90%.
| any  | població     |
| ---- | ------------ |
| 1981 | 20 habitants |
| 2010 | 27 habitants |
| 2014 | 29 habitants |
| 2019 | 33 habitants |
| 2021 | 33 habitants |

## Nucli urbà
El nucli urbà original se situa sobre un esperó que sobresurt de la serra que limita a l'oest amb la vall del riu Arga; queda format per diversos caserius que es diposen al voltant d'una espai obert presidit per l'església parroquial. Separat d'aquest nucli i a l'oest de la carretera N-135 se situa un grup d'edificis, més recents, amb diversos habitatges.

## Patrimoni històric
L'església parroquial de Sant Esteve, una edificació gòtica del segle xiii, es manté amb pocs canvis: Consta d'un nau, amb tres trams, coberta amb una volta de canó apuntada; capçalera recta i nínxols laterals en el transsepte.
Un tant allunyada del poble, a un quilòmetre al camí a Olloqui, es troba l'ermita de nostra Senyora de Nieva, construïda en el segle xviii, d'estil barroc, amb quatre trams, el dels peus de major grandària amb cel ras, els altres amb volta amb llunetes, i capella major recta amb volta rebaixada.
Pel marge dret del riu Arga discorre el camí de Sant Jaume. Sobre el riu, al sud del nucli urbà, i prop del punt en què la carretera creua el riu, s'aixeca un pont medieval, conegut com a pont vell de Zabaldika, documentat ja l'any 1550.
Sobre el riu va funcionar una central elèctrica del segle xix, que es valia d'una presa situada al terme d'Iroz, era propietat d'Electra Sant Andrés de Villaba, l'edificació es manté dempeus.